# Белое (Адыгея)
Бе́лое (адыг. Бгъошэхьабл) — село в Красногвардейском муниципальном районе Республики Адыгея России. Административный центр Белосельского сельского поселения.

## География
Село находится на правом берегу одноимённой реки, на автодороге А160 Майкоп — Кореновск, на расстоянии 10 км к востоку от Краснодарского водохранилища.

## История
Село основано в 1894 году. До этого здесь находился аул Бгошехабль (адыг. Бгошехьабл), который был полностью опустошён в результате Кавказской войны и мухаджирства.

## Население
| 2002  | 2010  | 2013  | 2014  | 2015  | 2016  | 2017  |
| ----- | ----- | ----- | ----- | ----- | ----- | ----- |
| 3065  | ↘2926 | ↗2956 | ↗2984 | ↗3008 | ↗3033 | ↗3062 |
| 2018  | 2019  | 2020  | 2021  | 2023  | 2024  |       |
| ↗3088 | ↗3091 | ↗3114 | ↘2881 | ↗2913 | ↗2971 |       |

### Национальный состав
По переписи населения 2002 года, из 3065 проживающих в селе, 2922 человека пришлось на 5 национальностей:
| Национальность | %    | Численность |
| -------------- | ---- | ----------- |
| Русские        | 63,9 | 1959        |
| Курды          | 26,1 | 801         |
| Украинцы       | 2,3  | 69          |
| Армяне         | 2,1  | 65          |
| Адыгейцы       | 0,9  | 28          |

## Улицы
| - ул. Восточная, - ул. Докучаева, - ул. Колхозная, - ул. Комсомольская, - ул. Конечная, - ул. Короткая, - ул. Красноармейская, | - ул. Ленина, - ул. Мельничная, - ул. Мира, - ул. Молодёжная, - ул. О. Кошевого, - ул. Островского, - ул. Партизанская, | - ул. Пионерская, - ул. Пролетарская, - ул. Пушкина, - ул. Садовая, - ул. Свердлова, - ул. Северная, - ул. Сенная, | - ул. Советская, - пер. Суворова, - ул. Чапаева, - ул. Чехова, - ул. Чучваги, - ул. Школьная, - ул. Южная. |